# Loxoneura tibetana
Loxoneura tibetana är en tvåvingeart som beskrevs av Wang och Chen 2004. Loxoneura tibetana ingår i släktet Loxoneura och familjen bredmunsflugor. Inga underarter finns listade i Catalogue of Life.